# Jastrzębska Góra (Pasmo Radziejowej)
Jastrzębska Góra (675 m) – szczyt w Paśmie Radziejowej w Beskidzie Sądeckim. Stanowi zakończenie długiego północnego grzbietu Radziejowej (1266 m) oddzielającego dolinę Roztoczanki (Wielkiej Roztoki) od doliny Małej Roztoki. Znajduje się w granicach wsi Roztoka Ryterska w województwie małopolskim, w powiecie nowosądeckim, w gminie Rytro.
Jastrzębska Gora jest tylko częściowo porośnięta lasem. Całe północno-wschodnie stoki zajmują pola uprawne i zabudowania Roztoki Ryterskiej oraz trasy zjazdowe wyciągu narciarskiego. Po południowej stronie wierzchołka znajdują się dwie połączone z sobą polany tworzące wąski i długi pas. Na stokach wschodnich jest to polana Jasionowa, na zachodnich polana Jastrzębskie.
Ośrodek Narciarsko-Rekreacyjny Ryterski Raj w Rytrze na zboczu Jastrzębskiej Góry otwarto w 2005 r. Jest na nim czteroosobowy wyciąg narciarski o długości 800 m, wyciąg orczykowy o długości 300 m, ogródek narciarski dla dzieci z wyciągiem dywanowym, 4 trasy zjazdowe, dwukilometrowa trasa do biegów narciarskich, a także możliwości uprawiania innych sportów.
Z rzadkich w Polsce gatunków roślin stwierdzono występowanie na Jastrzębskiej Górze (na polanie Jasionowej) koniczyny pannońskiej.